# 日光山 (岩手県)
日光山（にっこうさん）は岩手県下閉伊郡山田町にある山。標高672.2メートル（673メートル）。戦前までのかつての名称は光山（ふもとにある光山温泉〈ひかりやまおんせん〉の名称と陸中大沢鉱山〈光山鉱山〉からの由来が共通）。大沢山（おおさわやま）とも称される。

## 概要
宮古市との境界近くに位置しており、西麓には北方約3キロメートルの十二神山から山田湾まで流れる二級河川の大沢川が南流。山中の巨岩からは山田湾などを一望出来る。幕末には異国船警戒のため、山中にのろし場が置かれたという。
西麓を通る国道45号の峠近くにはラドン泉を湧出する光山温泉がある。
2023年9月26日に放送されたNHK連続テレビ小説『らんまん』第127話の中で、登場人物の藤平紀子（演：宮崎あおい）によって日光山の名称で言及された（同名の「日光山」との比較検討の場面）。